# Gabor Goitein
Gabor Gedalja (Gabriel) Goitein (hebrejsky גאבור גדליהו גויטיין‎, 3. října 1848, Hőgyész, Tolenská župa – 25. dubna 1883, Poznaň) byl uhersko-německý rabín židovské náboženské obce v Karlsruhe, znalec talmudu a učitel. Pocházel z rodu moravských rabínů a učenců Goiteinových.

## Život
Gabor Goitein se narodil jako nejmladší z dětí rabína Cviho Hirše Goiteina a jeho manželky Szoli Sary, rozené Tellerové. Vyrůstal se třemi sestrami a třemi bratry v německojazyčném prostředí. Jejich dům stál přímo naproti šulu, tj. synagoze v uherském městěčku Hőgyész. Předkové jeho otce pocházeli z moravského Kojetína (německy Kojetein), odkud pochází jejich příjmení Goitein.
Dědečkem Gabora Goiteina z otcovy strany byl Baruch Bendit Goitein (1770-1839), zakladatel rozvětveného rodu Goiteinů, zvaný Kesef Nivchar podle svého hlavního spisu. Jeho syn, Gaborův otec, Cvi Hirš Hermann Goitein, narozený v roce 1805, známý jako autor spisu Jedei Moše, později otce nahradil ve funkci hőgyészského rabína.
Ve věku deseti let byl Gabor Goitein poslán do ješivy v Prešpurku, kde si zajišťoval vlastní boživu jako belfer (pomocník v chrámu). Když v roce 1860 zemřel jeho otec, jeho nástupcem ve funkci hőgyészského rabína se stal Gaborův bratr Elijahu Menachem (1837–1902), zvaný též Rab Berachot.
Po bar micva přešel Gabor do ješivy v Eisenstadtu, kterou vedl Azri'el Hildesheimer. Hildesheimer podporoval spojení studia tóry se světskými předměty v duchu Samsona Raphaela Hirše.
Gabor Goitein doprovázel svého učitele Hildesheimera do Berlína, aby zde založil ortodoxní rabínský seminář. Jedinou Goiteinovou publikací, kterou lze dnes ověřit, byla jeho disertační práce o učenci Hilelovi na univerzitě v Tübingenu.
Po krátkém období jako učitel na náboženské škole synagogální komunity Adas Jisro'el nastoupil v roce 1874 na své první místo rabinátu ve městě Aurich.
V roce 1876 byl Gabor Goitein jmenován nástupcem Heinricha Herze Ehrmanna do funkce rabína Izraelitské náboženské společnosti (Adas Ješurun) v Karlsruhe. Téměř sedm let formoval tamní komunitu jako kazatel, učitel náboženství, poradce a dajan. Během svého působení také vznikla synagoga na Karl-Friedrich-Straße č 16 v Karlsruhe.

### Manželství a rodina
Gabor Goitein se oženil s učitelkou základní školy Henriette Idou (Jettou) rozenou Löwenfeldovou z Poznaně (* 1848), dcerou Viktora Löwenfelda a Henriette rozené Zadekové. Měla bratra slavistu Raphaela Löwenfelda.
Z manželství se narodilo šest dětí:
- Gertrud (Gittel) Unna-Goitein (1876-1954), manželka mannheimského rabína Isaka Unny
- Emma Goitein-Dessau (1877-1968), malířka a grafička
- Hermann (1879–1882)
- Rahel Goitein-Strausová (1880-1963), lékařka a aktivistka
- Benedikt (Beni), narozen 1881, zemřel ve věku 1/2 roku
- Ernst Elijah (1882-1915), zabit jako poručík v první světové válce [3]

Rabi Gabor Goitein zemřel nečekaně 25. dubna 1883 během návštěvy v domě rodičů své manželky v Poznani. Byl pohřben na Novém židovském hřbitově v Karlsruhe.
Jeho nástupce v úřadu, Sinai Schiffer, mu v roce 1884 věnoval oslavný projev při vztyčení náhrobku.  Manželka Ida ho přežila téměř o půl století, zemřela v Mannheimu v roce 1931.

## Dílo
- Leben und Wirken des Hillel Haseken, Berlin 1874; ebenfalls erschienen als: Das Leben und Wirken des Patriarchen Hillel. In: Magazin für die Wissenschaft des Judenthums, 11, 1884, S. 1–16 und 49–87 (Fil. dis. Tübingen 1873).